# Claire (roman)
Pour les articles homonymes, voir Claire.
Claire est un roman de Jacques Chardonne publié 1931 aux éditions Grasset et ayant reçu l'année suivante le Grand prix du roman de l'Académie française.

## Éditions
Ce roman a été publié chez plusieurs éditeurs.
- Éditions Grasset, coll. « Pour  mon plaisir », 1931 Édition originale
- Henri Piazza, coll. « Contes de France et d'ailleurs », introduction d'Edmond Pilon, illustrations en couleurs de Berthold Mahn, 1938
- Éditions Grasset, coll. « Nelson », (no 429), précédé d'une lettre familière à l'auteur par Bernard Grasset, 1939 (BNF 31930277)
- Éditions Flammarion, coll. « Select-Collection », (no 168), lettre-préface de Bernard Grasset, 1939
- La Jeune Parque, 1947
- La Guilde du livre, 1954
- Club du livre du mois, coll. « Chefs-d'œuvre d'hier et d'aujourd'hui », précédé d'une lettre familière à l'auteur par Bernard Grasset, 1957
- Le Livre de poche, (no 1671), 1966
- Éditions Rombaldi, coll. « Bibliothèque du temps présent », introduction par Ginette Guitard-Auviste, 1975  (ISBN 2-231-00117-9)
- Éditions Grasset, coll. « Les Cahiers rouges », (no 18), 1983,  (ISBN 978-2-246-17952-8)

## Adaptation télévisuelle
- 1986 : Claire (téléfilm), de Lazare Iglesis